# Brinton Nunatak
Brinton Nunatak (in lingua inglese: Nunatak Brinton) è un piccolo nunatak, o picco roccioso isolato, che delimita l'estremità occidentale dei Ford Nunataks, nel Wisconsin Range della catena dei Monti Horlick, nei Monti Transantartici, in Antartide.
Il nunatak è stato mappato dall'United States Geological Survey (USGS) sulla base di rilevazioni e foto aeree scattate dalla U.S. Navy nel periodo 1959-60.
La denominazione è stata assegnata dall'Advisory Committee on Antarctic Names (US-ACAN), in onore di Curtis C. Brinton, addetto alla manutenzione che faceva parte del gruppo che ha trascorso l'inverno 1957 presso la Stazione Byrd.